# نادر دست‌نشان
نادر دست‌نشان (۷ آذر ۱۳۳۸ – ۲۷ فروردین ۱۴۰۰) بازیکن پیشین و مربی فوتبال اهل ایران بود. وی بیشتر دوران بازیگری خود را در تیم نساجی گذراند و رکورددار گلزنی متوالی در لیگ فوتبال ایران است. او به عنوان سرمربی نیز موفق شد به همراه چهار تیم به لیگ برتر خلیج فارس صعود کند و یک نایب قهرمانی جام حذفی فوتبال ایران را در کارنامه داشت. وی در ۲۷ فروردین ۱۴۰۰ به علت بیماری کووید-۱۹ در بیمارستان رازی قائم‌شهر درگذشت و در آرامگاه سید ملال قائم‌شهر به خاک سپرده شد.

## زندگی شخصی
نادر دست‌نشان در ۷ آذر ۱۳۳۸ در سید محله قائم‌شهر زادهٔ شد. نادر فرزند کوچک خانواده بود و ۳ خواهر و ۵ برادر داشت. او فوتبال را نزد برادر بزرگتر خود رحیم دست‌نشان آغاز کرد. وی ابتدا در پست دروازه‌بان فعالیت می‌کرد ولی برای کمتر پاره شدن لباس‌هایش به توصیه پدرش که به فوتبال بازی کردنش حساس بود به پست هافبک آمد. دست‌نشان با سیما کلیج ازدواج کرد و صاحب دو پسر به نام‌های سینا، سهند و یک دختر شد.

## دوران بازیگری
نادر دست‌نشان درحالی که به تیم ملی دعوت می‌شد و مورد نظر تیم‌های دیگری مانند پرسپولیس نیز قرار داشت، بیشتر دوران بازیگری‌اش را در نساجی گذراند و توانست در هشت بازی متوالی در یک فصل نه گل به ثمر برساند و در این زمینه رکورددار است.
دست‌نشان فوتبال خود را از سال ۱۳۵۳ با تیم نوجوانان نساجی آغاز کرد و در سال‌های ۱۳۵۴ و ۱۳۵۵ به تیم جوانان نساجی پیوست. در اواخر سال ۱۳۵۵، وی به تیم بزرگسالان کیهان پیوست. سال ۱۳۵۶ تیم کیهان به بانک تهران و بعد از انقلاب به بانک ملت قائم‌شهر تغییر نام داد.
دست‌نشان در سال ۱۳۵۷، وقتی که ۱۹ سال داشت مورد توجه پرسپولیس قرار گرفت و به این تیم آمد، یک هفته‌ای را به عنوان هافبک چپ کار کرد و قرار شد یک بازی دوستانه با پرسپولیس در قائم‌شهر گذاشته شود، ولی نادر دست‌نشان در بازی خداحافظی آسیب دید و بیش از یک سال مصدوم بود و در نهایت به پرسپولیس نرفت.
پرسپولیس در آن زمان کلی هافبک خوب مانند علی پروین، حمید درخشان، محمدحسن انصاری‌فرد و محمد مایلی‌کهن داشت ولی نادر بازیکنی بود که شباهت زیادی به علی پروین داشت. وی تحرکی کم ولی هوش و تکنیک بالایی داشت، خوب پاس می‌داد و شوت‌های محکمی می‌زد.
سپس وی برای خدمت، به جنگل‌های امامزاده عبدالله آمل رفت، وی زمانی که به آن‌جا رفت جنگ و درگیری رخ داد؛ دست‌نشان احتمالاً تنها بازیکن حرفه‌ای ایران است که در واقعه بهمن ۱۳۶۰ آمل حضور داشت.
بعد از خدمت، وی به بانک ملت بازگشت و در سال ۱۳۶۲ به نساجی پیوست. دست‌نشان ستاره تیمش بود و هیچ وقت نساجی را ترک نکرد. مرتضی فنونی‌زاده در خاطرات خود نقل می‌کند: «در برهه ای از سوی علی پروین مأمور شده بود که با نادر دست‌نشان برای حضور در تیم پرسپولیس صحبت کند که نادر دست‌نشان با تشکر از مرتضی فنونی‌زاده و همچنین علی پروین اعلام کرده بود دوست دارد برای تیم زادگاهش یعنی نساجی بازی کند»
دست‌نشان در سال ۱۳۶۲، با تیم منتخب کارگران ایران در مسابقات تورنمنت هند حضور داشت. نماینده ایران در این مسابقات با تیم‌های ملی رومانی و کامرون بازی کرد. کامرون در جام جهانی فوتبال ۱۹۸۲ با هر سه تیم ایتالیا، لهستان و پرو مساوی کرده بود. در ترکیب تیم منتخب کارگران ایران علاوه بر نادر دست‌نشان، بازیکنانی مانند محمد پنجعلی، حمید علیدوستی، مرتضی یکه و بهروز تابانی نیز حضور داشتند. نماینده ایران به سه مساوی و یک باخت در بازی‌های رفت و برگشت با این دو حریف رسید. سرمربی این تیم بیوک وطنخواه بود.
دست‌نشان سابقه یازده بار دعوت به تیم ملی را نیز داشت ولی ترافیک بالای هافبک‌ها باعث شد که وی در ترکیب تیم ملی نباشد. در آن دوران هافبک‌هایی مانند ضیا عربشاهی، حمید درخشان، شاهرخ بیانی، سیروس قایقران، عبدالعلی چنگیز، حمید علیدوستی، مجید نامجو مطلق، محمدحسن انصاری‌فرد و ناصر محمدخانی نیز در تیم ملی حضور داشتند.
دست‌نشان بازیکن تیم منتخب مازندران هم بود. در سال ۱۳۶۴ تیم منتخب مازندران با هدایت رحیم دست‌نشان و محمود سورتیجی بعد از تیم‌های تهران الف و تهران ب، عنوان سومی جام قدس را کسب کرد. به همین مناسبت در سال ۱۳۶۴ تیم منتخب مازندران به عنوان نمایندهٔ ایران به جام قائد اعظم پاکستان اعزام شد و در حالی که تیم‌های منتخب چین، پاکستان و بنگلادش نیز در مسابقات حضور داشتند به مقام قهرمانی جام قائد اعظم رسید و نادر دست‌نشان، آقای گل مسابقات شد. در سال ۱۳۶۶ نیز تیم منتخب مازندران با هدایت محمدرضا متولی بعد از تیم اصفهان، عنوان نایب قهرمانی جام قدس را کسب کرد.
دست‌نشان علی‌رغم اینکه در پست هافبک بازی می‌کرد و در پست مهاجم حضور نداشت، در لیگ قدس ۱۳۶۵، عنوان آقای گل مسابقات را کسب کرد و در جام آزادگان ۱۳۷۲ نیز دومین گلزن برتر مسابقات شد.
نادر دست‌نشان بعد از سال‌ها حضور در نساجی، در ۳۰ خرداد ۱۳۷۸ و در بازی رفت مرحله یک چهارم نهایی جام حذفی مقابل استقلال در ورزشگاه شهید وطنی از بازیگری خداحافظی کرد.

## دوران مربیگری

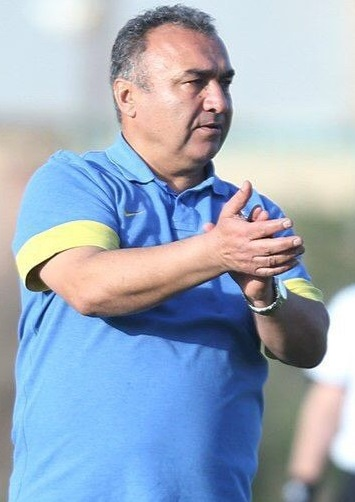
نادر دست‌نشان

دست‌نشان هر ۳ دوره مربیگری A و C ,B آسیا را زیر نظر استادان فیفا (ریچارد بیت انگلیسی، سوبرامانیان مالزیایی و برنارد شون آلمانی) پشت سر گذاشت. پیش از اتمام این دوره‌ها در سال ۱۳۷۷، دست‌نشان دستیار کارلو سولدوی ایتالیایی در تیم ملی نوجوانان بود؛ و توانست با این تیم به مقام چهارمی آسیا دست یابد.
دست‌نشان در تیم‌های بسیاری مربی‌گری کرد و از او به عنوان یک مربی موفق در بالا آوردن تیم‌ها به سطح نخست فوتبال ایران نام می‌بردند؛ اما وی در هیچ تیمی به غیر از تیم‌های نساجی و مس کرمان بیش از یک سال کار نکرد. او در اولین دوره مربیگری‌اش در تیم نساجی از سال ۱۳۷۵ تا ۱۳۸۱ سرمربی این تیم بود. آخرین تیمی که توسط این مربی به لیگ حرفه‌ای ایران صعود کرد صنعت نفت آبادان می‌باشد. نادر دست‌نشان در سال ۱۳۸۷ با تیم پگاه گیلان نیز نایب قهرمان جام حذفی ایران شد.
نادر دست‌نشان پس از جدایی از تیم نساجی، در سال ۱۳۸۲ به عنوان سرمربی تیم شهید قندی معرفی شد و در لیگ آزادگان ۸۳–۱۳۸۲ با این تیم به عنوان سومی رسید. وی در سال ۱۳۸۳ هدایت تیم پیام مشهد را برعهده گرفت و در لیگ آزادگان ۸۴–۱۳۸۳ با این تیم به عنوان اولی گروه ۱ رسید ولی در مرحله بعدی از صعود به لیگ برتر بازماند. دست‌نشان در سال ۱۳۸۴ به عنوان سرمربی تیم مس کرمان انتخاب شد و در لیگ آزادگان ۸۵–۱۳۸۴ با این تیم به عنوان اولی گروه ۲ رسید و در مرحله بعدی به لیگ برتر صعود کرد. وی در اواسط نیم‌فصل دوم لیگ برتر فوتبال ایران ۸۶–۱۳۸۵ جای خود را به فرهاد کاظمی داد. دست‌نشان در اواسط نیم‌فصل دوم لیگ آزادگان ۸۶–۱۳۸۵ هدایت تیم شهرداری بندرعباس را برعهده گرفت و جانشین مجید نامجو مطلق شد و با این تیم به عنوان دومی گروه ب رسید ولی در مرحله بعدی از صعود به لیگ برتر بازماند. وی در اواخر نیم‌فصل اول لیگ برتر فوتبال ایران ۸۷–۱۳۸۶ به عنوان سرمربی تیم پگاه گیلان معرفی و جانشین دارکو درازیچ شد و با این تیم به عنوان پانزدهی در لیگ برتر و نائب قهرمانی در جام حذفی رسید. دست‌نشان در سال ۱۳۸۸ هدایت تیم استیل‌آذین را برعهده گرفت و در لیگ آزادگان ۸۸–۱۳۸۷ با این تیم به عنوان اولی گروه الف رسید و به لیگ برتر صعود کرد. دست‌نشان در سال ۱۳۸۸ به عنوان سرمربی تیم نساجی انتخاب شد ولی در اوایل نیم‌فصل دوم لیگ آزادگان ۸۹–۱۳۸۸ جای خود را به رضا فروزانی داد. وی در اواخر نیم‌فصل دوم لیگ آزادگان ۸۹–۱۳۸۸ هدایت نفت تهران را برعهده گرفت و جانشین مهدی دینورزاده شد و با این تیم به عنوان اولی گروه ب رسید و به لیگ برتر صعود کرد. دست‌نشان در سال ۱۳۸۹ به عنوان سرمربی تیم صنعت ساری معرفی شد و در لیگ آزادگان ۹۰–۱۳۸۹ با این تیم به عنوان هفتمی رسید. وی در سال ۱۳۹۰ هدایت تیم شهرداری اراک را برعهده گرفت ولی در اواسط نیم‌فصل دوم لیگ آزادگان ۹۱–۱۳۹۰ جای خود را به علی حنطه داد. دست‌نشان در سال ۱۳۹۱ به عنوان سرمربی تیم سایپا شمال انتخاب شد و در لیگ آزادگان ۹۲–۱۳۹۱ با این تیم به عنوان نهمی رسید. وی در سال ۱۳۹۲ هدایت تیم نساجی را برعهده گرفت و در لیگ آزادگان ۹۳–۱۳۹۲ و لیگ آزادگان ۹۴–۱۳۹۳ با این تیم به عنوان سومی گروه الف رسید. دست‌نشان در سال ۱۳۹۴ به عنوان سرمربی ماشین‌سازی معرفی شد ولی در نیم‌فصل دوم لیگ آزادگان ۹۵–۱۳۹۴ با وجود مخالفت‌ها و کسب نتایج خوب، رسول خطیبی جانشین وی شد. عیسی اکبرزاده، مدیرعامل باشگاه به نشانه اعتراض و پشتیبانی از نادر دست‌نشان از سمت خود استعفا داد. وی در نیم‌فصل دوم لیگ آزادگان ۹۵–۱۳۹۴ هدایت تیم صنعت نفت آبادان را بر عهده گرفت و جانشین هوشنگ خوش‌کلام شد و با این تیم به عنوان سومی رسید و به لیگ برتر صعود کرد. در نیم‌فصل دوم لیگ برتر فوتبال ایران ۹۶–۱۳۹۵ با وجود مخالفت‌ها و کسب نتایج خوب، فیروز کریمی جانشین وی شد. دست‌نشان در اوایل نیم‌فصل دوم لیگ آزادگان ۹۶–۱۳۹۵ به عنوان سرمربی تیم خونه به خونه معرفی و جانشین علیرضا مرزبان شد و با این تیم به عنوان ششمی رسید. وی در سال ۱۳۹۶ هدایت تیم ملوان را برعهده گرفت و در لیگ آزادگان ۹۷–۱۳۹۶ با این تیم به عنوان ششمی رسید. دست‌نشان در سال ۱۳۹۷ به عنوان سرمربی تیم مس کرمان انتخاب شد ولی در اوایل نیم‌فصل دوم لیگ آزادگان ۹۸–۱۳۹۷ جای خود را به فرزاد حسین‌خانی داد. وی در اواسط نیم‌فصل دوم لیگ برتر فوتبال ایران ۹۸–۱۳۹۷ به عنوان سرمربی تیم سپیدرود معرفی و جانشین علی کریمی شد و با این تیم به عنوان پانزدهمی رسید و او نیز نتوانست این تیم را نگه دارد. دست‌نشان در اواخر نیم‌فصل اول لیگ آزادگان ۹۹–۱۳۹۸ نیز هدایت تیم سپیدرود را برعهده گرفت و جانشین علی نظرمحمدی شد ولی او نیز در اواسط نیم‌فصل دوم جای خود را به مهدی پاشازاده داد. وی در سال ۱۳۹۹ به عنوان سرمربی تیم رایکا معرفی شد ولی در اوایل نیم‌فصل دوم لیگ آزادگان ۱۴۰۰–۱۳۹۹ به علت بیماری جای خود را به شبیر لطفی داد.

## درگذشت

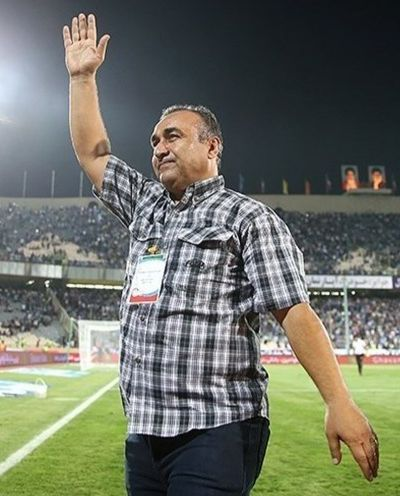
نادر دست‌نشان در ورزشگاه آزادی

نادر دست‌نشان در ۱۵ فروردین ۱۴۰۰ به دلیل ابتلا به ویروس کرونا در بخش مراقبت‌های ویژه بیمارستان رازی قائم‌شهر بستری شد. وی زمانی که به بیمارستان رفت اوضاع خوبی از لحاظ جسمی نداشت و ۳۵ درصد از ریه‌اش درگیر بود ولی اصلی‌ترین مشکل او نوسانات بالا در قلب اعلام شد. گفته می‌شد همسر وی، سیما کلیج نیز مبتلا به ویروس کرونا شده است. پس از چند روز بیشتر از ۷۰ درصد ریه دست‌نشان درگیر و سطح بیماری وسیع شد. وی در تاریخ ۲۷ فروردین ۱۴۰۰ به علت بیماری کووید-۱۹ در بیمارستان رازی قائم‌شهر درگذشت. پزشک او گفته است: دست‌نشان دچار ایست قلبی شد. عملیات یک ساعته احیا موفقیت‌آمیز نبود.

### واکنش‌ها
از زمان بستری شدن نادر دست‌نشان، افراد بسیاری از طریق صفحات مجازی برای وی آرزوی سلامتی کرده بودند. پس از اعلام خبر فوت نادر دست‌نشان، جمعی از افراد در اطراف بیمارستان رازی تجمع کردند.
کنفدراسیون فوتبال آسیا، فدراسیون فوتبال ایران، باشگاه فوتبال پرسپولیس، باشگاه فوتبال استقلال تهران، باشگاه فوتبال نساجی مازندران، علی دایی، علی کریمی، علی پروین، یحیی گل‌محمدی، محمود فکری، سید مهدی رحمتی، وریا غفوری، علی علیپور و… درگذشت وی را تسلیت گفتند.
همچنین در بازی تراکتور مقابل الشارجه در لیگ قهرمانان آسیا، محمد عباس‌زاده، میثم تیموری و ابوالفضل رزاق‌پور سه بازیکن مازندرانی وقت تراکتور پس از به ثمر رسیدن دو گل توسط محمد عباس‌زاده، با نشان دادن عدد ۷ یاد نادر دست‌نشان را زنده کردند.

### تشییع و خاک‌سپاری
مراسم تشییع پیکر نادر دست‌نشان به علت دنیاگیری کووید-۱۹ به صورت محدود و با حضور تعدادی از پیشکسوتان فوتبال قائم‌شهر مانند؛ حسین مسگر ساروی، پیروز جغتاپور و همچنین بازیکنان و کادر فنی تیم نساجی مانند؛ ساکت الهامی، میثم بائو، فرهاد کوچک‌زاده و اسماعیل اسماعیلی در ورزشگاه شهید وطنی برگزار شد و سپس پیکر وی به خانه ابدی در آرامگاه سید ملال قائم‌شهر به خاک سپرده شد.

### یادبود
مراسم یادبود نادر دست‌نشان به صورت مجازی و با حضور تعدادی از پیشکسوتان فوتبال و همچنین مسئولان شهری با رعایت فاصله‌گذاری اجتماعی در ورزشگاه شهید وطنی برگزار شد. عباس صالح‌زاده، شهردار وقت قائم‌شهر گفت که میدانی در شهر قائم‌شهر به نام نادر دست‌نشان می‌شود.
باشگاه نساجی هم به احترام نادر دست‌نشان اعلام کرده شماره پیراهن ۷ در این باشگاه همیشه به یاد نادر دست‌نشان بایگانی خواهد شد.

## افتخارات

### دوران بازیگری
- جام قدس
  - ۱۳۶۴: سومی با منتخب مازندران
  - ۱۳۶۵: آقای گل با منتخب مازندران
  - ۱۳۶۶: نایب قهرمانی با منتخب مازندران
- جام قائد اعظم
  - ۱۳۶۴: قهرمانی با منتخب مازندران
  - ۱۳۶۴: آقای گل با منتخب مازندران
- جام آزادگان
  - ۱۳۷۲: دومین گلزن برتر با نساجی مازندران

### دوران مربیگری
- جام حذفی
  - ۸۷–۱۳۸۶: نایب قهرمانی با پگاه گیلان
- صعود به لیگ برتر
  - ۱۳۸۵–۱۳۸۴: مس کرمان
  - ۱۳۸۸–۱۳۸۷: استیل‌آذین
  - ۱۳۸۹–۱۳۸۸: نفت تهران
  - ۱۳۹۵–۱۳۹۴: نفت آبادان